# Carlo I di Monaco
Carlo I di Monaco (Monaco, ... – Monaco, 15 agosto 1357) è stato il primo signore sovrano di Monaco, e viene perciò considerato il fondatore della dinastia dei sovrani del Principato.

## Biografia

### Infanzia

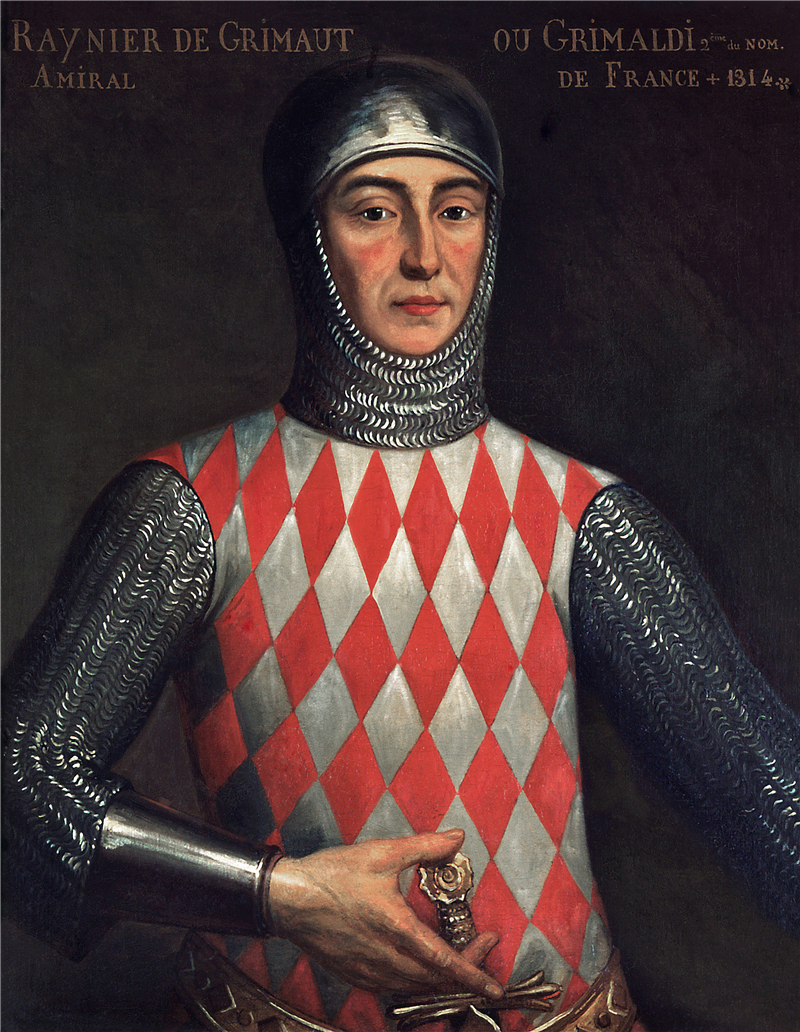
Ritratto di Ranieri I di Monaco di Eugène-Louis Charpentier, 1861. Oggi questo dipinto è conservato nel Palazzo dei Principi, Monaco

Figlio maggiore di Ranieri I e della sua prima moglie, Salvatica Del Carretto, Carlo venne costretto all'esilio a seguito dell'invasione genovese perpetrata alla Rocca di Monaco che la pose sotto il dominio della Superba dal 10 aprile 1301.

### Signore di Monaco

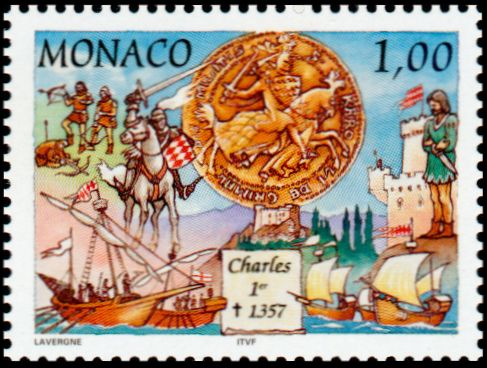
Carlo Grimaldi riprende la rocca di Monaco

Dopo trent'anni di governo genovese, Carlo riprese possesso della rocca il 12 settembre 1331, e vi governò sino alla morte, quando la rocca venne nuovamente ripresa dai genovesi.
Fu inoltre signore di Cagnes e barone di San Demetrio (in Napoli).
Nel 1346 ottenne la signoria di Mentone e, nel 1355, conquistò la signoria di Roccabruna.

### Primo matrimonio

Stemma di Casa Spinola

Carlo I sposò Lucchina, figlia di Gerardo Spinola, signore di Dertonne.

### Secondo matrimonio

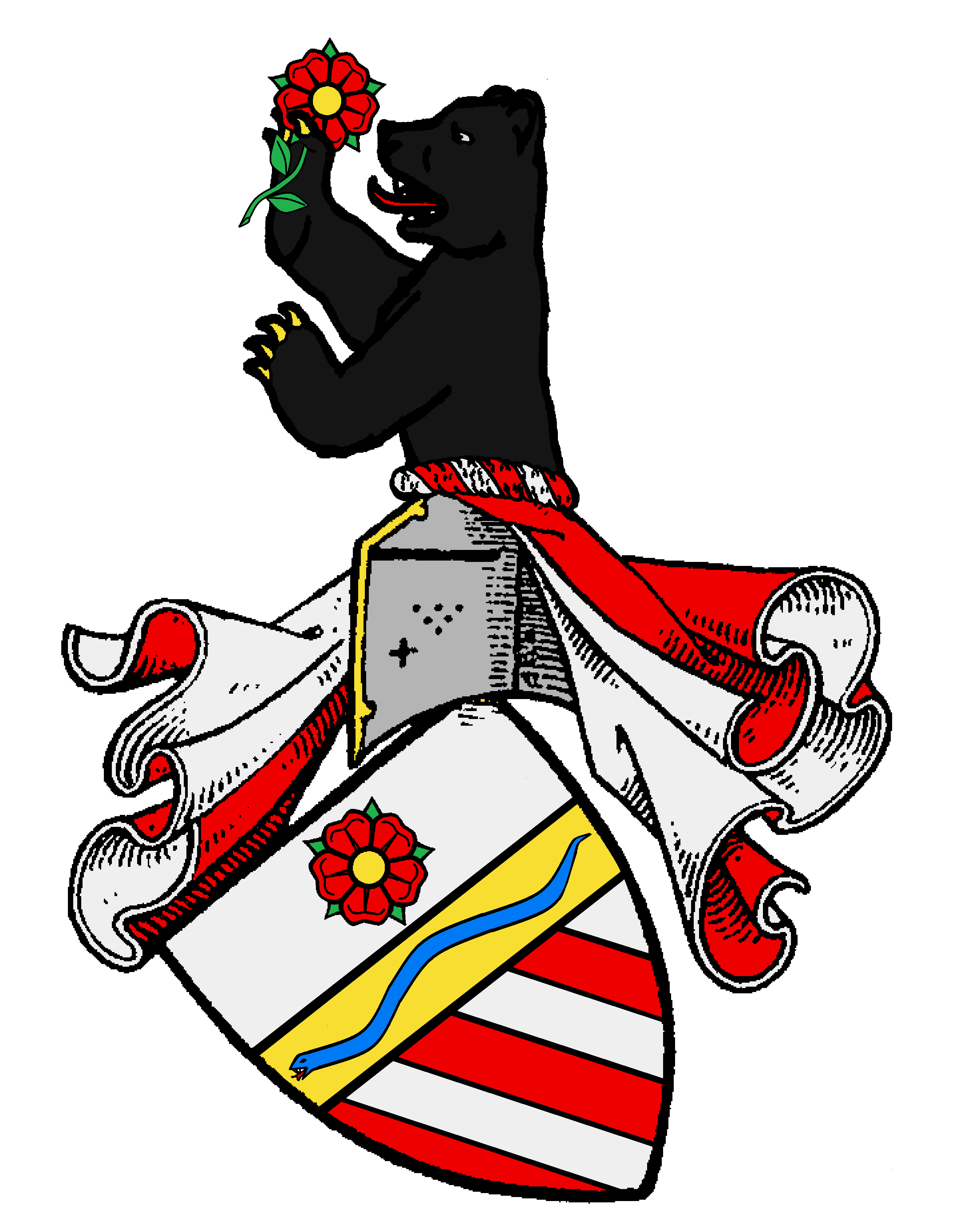
Blasone della famiglia Orsini

Successivamente, Carlo I si risposò con una nobildonna appartenente alla nobile famiglia degli Orsini, di cui però non ci è giunto il nome. Da questo matrimonio nacque un solo figlio.

### Terzo e quarto matrimonio
Il Signore di Monaco si sposò altre due volte con donne delle quali non conosciamo il nome, arrivando ad avere dalla prima un figlio e dalla seconda quattro. 

### Ultimi anni e morte

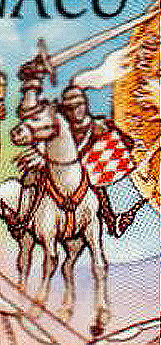
Carlo I di Monaco su un francobollo

Il 29 giugno 1352, Carlo si pose in coreggenza con lo zio Antonio (fratello minore del padre), e coi propri figli, Ranieri II e Gabriele.
Carlo I morì il 15 agosto 1357 a Monaco.

## Discendenza
Carlo I e Lucchina Spinola ebbero i seguenti eredi:
- Ranieri, (* 1350, + 1407), erede al trono paterno, co-signore di Mentone
- Francesco
- Gabriele

Dal suo secondo matrimonio con una nobildonna appartenente alla nobile famiglia degli Orsini, di cui però non ci è giunto il nome nacque un solo figlio:
- Carlo, co-signore di Mentone

Da due successivi matrimoni di cui non ci è giunta traccia, Carlo I ebbe altri figli; dalla terza moglie:
- Luca, co-signore di Mentone

Dalla quarta moglie:
- Pietro, co-signore di Mentone
- Lancillotto
- Rufo
- Anastasia

## Ascendenza
|                        |                        |                        | Genitori                |  |  | Nonni |  |  | Bisnonni             |  |  | Trisnonni         |  |
|                        |                        |                        |                         |  |  |       |  |  | Grimaldo II Grimaldi |  |  | Oberto I Grimaldi |  |
|                        |                        |                        |                         |  |  |       |  |  | Grimaldo II Grimaldi |  |  | Oberto I Grimaldi |  |
|                        |                        | Corradina Spinola      |                         |  |  |       |  |  | Grimaldo II Grimaldi |  |  |                   |  |
| Lanfranco Grimaldi     |                        |                        |                         |  |  |       |  |  | Grimaldo II Grimaldi |  |  |                   |  |
|                        |                        | Orietta de Castres     | Merle de Castres        |  |  |       |  |  |                      |  |  |                   |  |
|                        |                        | Orietta de Castres     | Merle de Castres        |  |  |       |  |  |                      |  |  |                   |  |
|                        |                        | Orietta de Castres     | …                       |  |  |       |  |  |                      |  |  |                   |  |
| Ranieri I di Monaco    |                        | Orietta de Castres     |                         |  |  |       |  |  |                      |  |  |                   |  |
|                        |                        | Giacomo Del Carretto   | Enrico II Del Carretto  |  |  |       |  |  |                      |  |  |                   |  |
|                        |                        | Giacomo Del Carretto   | Enrico II Del Carretto  |  |  |       |  |  |                      |  |  |                   |  |
|                        |                        | Giacomo Del Carretto   | Agata di Ginevra        |  |  |       |  |  |                      |  |  |                   |  |
| Aurelia Del Carretto   |                        | Giacomo Del Carretto   |                         |  |  |       |  |  |                      |  |  |                   |  |
|                        |                        | Caterina da Marano     | Federico II di Svevia   |  |  |       |  |  |                      |  |  |                   |  |
|                        |                        | Caterina da Marano     | Federico II di Svevia   |  |  |       |  |  |                      |  |  |                   |  |
|                        |                        | Caterina da Marano     | Adelaide di Urslingen   |  |  |       |  |  |                      |  |  |                   |  |
| Carlo I di Monaco      |                        | Caterina da Marano     |                         |  |  |       |  |  |                      |  |  |                   |  |
|                        | Enrico II Del Carretto | Enrico I Del Carretto  |                         |  |  |       |  |  |                      |  |  |                   |  |
|                        | Enrico II Del Carretto | Enrico I Del Carretto  |                         |  |  |       |  |  |                      |  |  |                   |  |
|                        | Enrico II Del Carretto | Beatrice di Monferrato |                         |  |  |       |  |  |                      |  |  |                   |  |
| Giacomo Del Carretto   | Enrico II Del Carretto |                        |                         |  |  |       |  |  |                      |  |  |                   |  |
|                        |                        | Agata di Ginevra       | Guglielmo II di Ginevra |  |  |       |  |  |                      |  |  |                   |  |
|                        |                        | Agata di Ginevra       | Guglielmo II di Ginevra |  |  |       |  |  |                      |  |  |                   |  |
|                        |                        | Agata di Ginevra       | …                       |  |  |       |  |  |                      |  |  |                   |  |
| Salvatica Del Carretto |                        | Agata di Ginevra       |                         |  |  |       |  |  |                      |  |  |                   |  |
|                        |                        | Federico II di Svevia  | Enrico VI di Svevia     |  |  |       |  |  |                      |  |  |                   |  |
|                        |                        | Federico II di Svevia  | Enrico VI di Svevia     |  |  |       |  |  |                      |  |  |                   |  |
|                        |                        | Federico II di Svevia  | Costanza d'Altavilla    |  |  |       |  |  |                      |  |  |                   |  |
| Caterina da Marano     |                        | Federico II di Svevia  |                         |  |  |       |  |  |                      |  |  |                   |  |
|                        |                        | Adelaide di Urslingen  | Corrado di Urslingen    |  |  |       |  |  |                      |  |  |                   |  |
|                        |                        | Adelaide di Urslingen  | Corrado di Urslingen    |  |  |       |  |  |                      |  |  |                   |  |
|                        |                        | Adelaide di Urslingen  | …                       |  |  |       |  |  |                      |  |  |                   |  |
|                        |                        | Adelaide di Urslingen  |                         |  |  |       |  |  |                      |  |  |                   |  |